# Trichonotulus baloghi
Trichonotulus baloghi är en skalbaggsart som beskrevs av S. Endrödi 1967. Trichonotulus baloghi ingår i släktet Trichonotulus och familjen Aphodiidae. Inga underarter finns listade i Catalogue of Life.